# Marta May
María Jesús Mayor Ávila, més coneguda pel nom artístic de Marta May (Santander, 14 de juny de 1939) és una actriu espanyola. Va estudiar dansa clàssica i guitarra espanyola abans de debutar com a actriu de teatre el 1956. El 1964 va debutar en el seu primer paper en el cinema amb la producció hispano-italiana I gemelli del Texas de Steno.
Casada amb l'actor, director i escenògraf Josep Maria Forn, sovint va participar en les pel·lícules dirigides pel seu marit, una de les quals, La piel quemada (1967) li va proporcionar la Medalla del Cercle d'Escriptors Cinematogràfics a la millor actriu de 1968. En 1975 Esteban Durán va dirigir Algo de ti en el arcoiris al Teatre Don Juan a Barcelona, amb Alejandro Ulloa, Marta May, i Eduardo Criado.
La seva carrera va comprendre pel·lícules spaghetti western (Ringo il texano - 1966 de Lesley Selander, Saranda - 1970 de Manuel Esteba, Antonio Mollica), d'aventures (Gli amori di Angelica - 1966 de Luigi Latini De Marchi, Cabezas cortadas - 1970 de Glauber Rocha) i d'horror (Pastel de sangre - 1971 de Francesc Bellmunt, Gatti rossi in un labirinto di vetro - 1975 d'Umberto Lenzi). Durant els anys vuitanta va alternar la seva activitat cinematogràfica amb la participació en algunes sèries de televisió. La seva ultima interpretació fou a Las edades de Lulú (1990) de Bigas Luna.

## Cinema
- I gemelli del Texas (1964)
- Fuerte perdido (1965)
- El primer cuartel (1966)
- Sette pistole pel gringo (Río maldito), de Juan Xiol (1966)
- Ringo il texano (The Texican), dei Lesley Selander (1966)
- Gli amori di Angelica (1966)
- La piel quemada (1967)
- Las piernas de la serpiente (1970)
- Saranda (1970)
- Il delitto della signora Reynolds (1970)
- Metamorfosis (1970)
- Pulsus (1970)
- La mujer celosa (1970)
- Cabezas cortadas de Glauber Rocha (1970)
- Pastel de sangre (1971)
- Horror Story (1972)
- La respuesta (1975)
- Gatti rossi in un labirinto di vetro (1975)
- Metralleta 'Stein' (1975)
- El avispero (1976)
- La ciutat cremada (1976)
- La ràbia (1978)
- Companys, procés a Catalunya (1979)
- Cara quemada (1980)
- Putapela (1981)
- El vicari d'Olot (1981)
- Puny clos (1982)
- Un, dos, tres... ensaïmades i res més (1985)
- Phoenix the Warrior (1988)
- La cruz de Iberia (1990)
- Las edades de Lulú (1990)

## TV
- Un encargo original (Sèrie TV - 1 episodi, 1983)
  - El arte de mirar
- La comedia (Sèrie TV - 1 episodi, 1983)
  - Sólo para hombres